# Cirrhilabrus morrisoni
Cirrhilabrus morrisoni là một loài cá biển thuộc chi Cirrhilabrus trong họ Cá bàng chài. Loài này được mô tả lần đầu tiên vào năm 1999.

## Từ nguyên
Từ định danh morrisoni được đặt theo tên của Hugh Morrison (s. 1951), người bạn lâu năm của tác giả Gerald R. Allen và là chủ sở hữu của Perth Diving Academy. Morrison cũng đã tặng nhiều mẫu vật thân mềm cho Bảo tàng Tây Úc, nơi mà Allen làm việc.

## Phạm vi phân bố và môi trường sống
C. morrisoni là một loài đặc hữu của Úc, và chỉ được tìm thấy tại rạn san hô Hibernia thuộc quần đảo Ashmore và Cartier, ngoài khơi bờ biển Tây Úc. C. morrisoni sống tập trung ở những khu vực có nhiều tảo lục hóa vôi Halimeda, độ sâu khoảng 23–35 m.

## Mô tả
Chiều dài lớn nhất được ghi nhận ở C. morrisoni là 5,5 cm. Cá cái có màu đỏ cam (trắng ở bụng), gốc vây ngực màu vàng.
Cá đực có màu cam pha lòng đào, nhạt dần thành màu trắng ở bụng. Vảy cá có màu đen, đặc biệt ở thân sau. Vây lưng và vây hậu môn màu đen với một hàng đốm có màu xanh lam ánh kim, cũng như dải viền xanh ở rìa. Hai gai đầu tiên của vây lưng vươn cao hơn những tia gai còn lại. Vây bụng lớn và dài, màu đen. Vây đuôi bo tròn, có màu xanh lam với nhiều sọc đốm màu xanh óng.
Số gai ở vây lưng: 11; Số tia vây ở vây lưng: 9; Số gai ở vây hậu môn: 3; Số tia vây ở vây hậu môn: 9; Số tia vây ở vây ngực: 15; Số gai ở vây bụng: 1; Số tia vây ở vây bụng: 5.

## Phân loại học
C. morrisoni là thành viên của một nhóm phức hợp loài cùng với các loài Cirrhilabrus humanni, Cirrhilabrus joanallenae, Cirrhilabrus naokoae và Cirrhilabrus rubriventralis, đặc trưng bởi vây lưng vươn cao, vây đuôi bo tròn và vây bụng hình cánh quạt.

## Sinh thái học
Thức ăn của C. morrisoni là các loài động vật phù du. Chúng thường bơi lẫn vào đàn của các loài Paracheilinus có cùng khu phân bố.

## Thương mại
C. morrisoni được thu thập trong ngành buôn bán cá cảnh nhưng không phổ biến.